# Поразительные приключения панды
«Поразительные приключения панды» (англ. The Amazing Panda Adventure) — кинофильм.

## Сюжет
Фильм повествует о приключениях мальчика, приехавшего из США к отцу, в Китай. Его отец работает в заповеднике для панд. В попытке защитить детёныша панды, главный герой теряется в лесу. Дальнейшие события рассказывают о нелегкой борьбе с браконьерами.

## В ролях
| Актёр         | Роль         |
| ------------- | ------------ |
| Стивен Лэнг   | Майкл Тайлер |
| Райан Слейтер | Райан Тайлер |
| И Дин         | Лин          |
| Ван Фэй       | Чу           |

## Места съёмок
- Цзючжайгоу, Китай
- Чэнду, Китай
- Ванкувер, Канада